# Casabianca (Francia)
Casabianca es una comuna francesa situada en la circunscripción departamental de Alta Córcega, en el territorio de la colectividad de Córcega.

## Demografía
| 85 | 72 | 57 | 57 | 36 | 68 | 84 | 95 |
| Para los censos de 1962 a 1999 la población legal corresponde a la población sin duplicidades (Fuente: INSEE [Consultar]) |    |    |    |    |    |    |    |